# Sixt-sur-Aff
Pour les articles homonymes, voir Sixt.
Sixt-sur-Aff [sikst syʁ af] est une commune française située dans le département d'Ille-et-Vilaine, en région Bretagne.

## Géographie
Bien que jouxtant cinq communes du Morbihan, la commune appartient au département d'Ille-et-Vilaine et est rattachée à l'Agglomération de Redon.
Elle se situe au centre d'un triangle entre Rennes, Nantes et Vannes.
Les communes limitrophes sont Cournon, Bains-sur-Oust, Bruc-sur-Aff, Renac, Saint-Just, Carentoir et La Gacilly.
Du point de vue de la richesse de la flore, Sixt-sur-Aff fait partie des communes du département possédant dans leurs différents biotopes le plus de taxons, soit 561 pour une moyenne communale de 348 taxons et un total départemental de 1373 taxons (118 familles). On compte tout particulièrement 52 taxons à forte valeur patrimoniale (total de 207) ; 32 taxons protégés et 30 appartenant à la liste rouge du Massif armoricain (total départemental de 237).

### Hydrographie
Pour un article plus général, voir Réseau hydrographique d'Ille-et-Vilaine.
La commune est située dans le bassin Loire-Bretagne. Elle est drainée par le Canut, l'Aff, le Saint Méen, les Landes du Loup, le ruisseau des Vallées de la haye et les Noës,,.
Le Canut, d'une longueur de 24 km, prend sa source dans la commune de Saint-Ganton et se jette  dans la Vilaine à Avessac, après avoir traversé huit communes. 
L'Aff, d'une longueur de 67 km, prend sa source dans la commune de Paimpont et se jette  dans l' Oust à Saint-Vincent-sur-Oust, après avoir traversé 17 communes. 

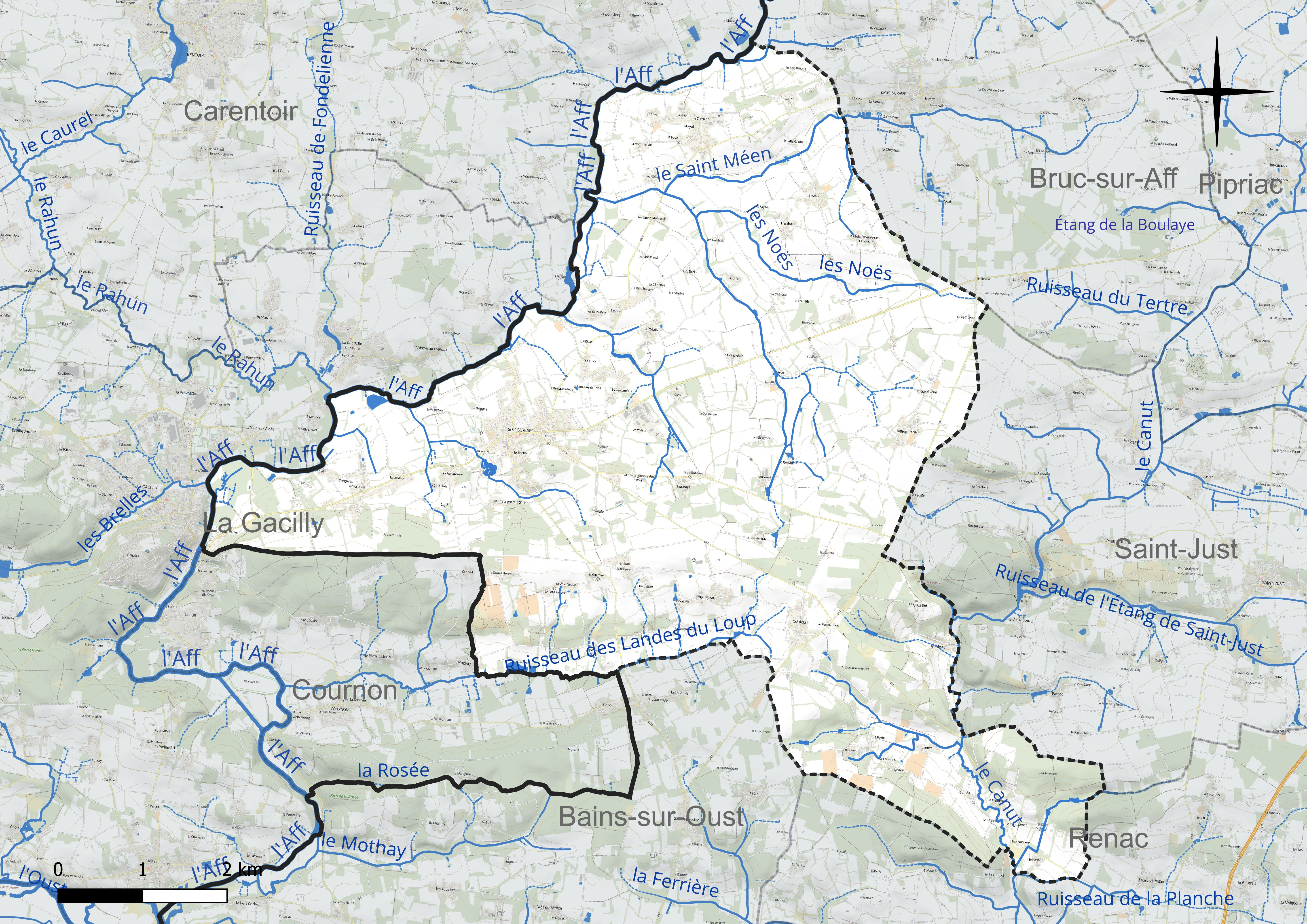
Réseau hydrographique de Sixt-sur-Aff.

### Climat
Pour des articles plus généraux, voir Climat de la Bretagne et Climat d'Ille-et-Vilaine.
En 2010, le climat de la commune est de type climat océanique franc, selon une étude du CNRS s'appuyant sur une série de données couvrant la période 1971-2000. En 2020, Météo-France publie une typologie des climats de la France métropolitaine dans laquelle la commune est exposée à un climat océanique et est dans la région climatique  Bretagne orientale et méridionale, Pays nantais, Vendée, caractérisée par une faible pluviométrie en été et une bonne insolation. Parallèlement l'observatoire de l'environnement en Bretagne publie en 2020 un zonage climatique de la région Bretagne, s'appuyant sur des données de Météo-France de 2009. La commune est, selon ce zonage, dans la zone « Intérieur Est  », avec des hivers frais, des étés chauds et des pluies modérées.  
Pour la période 1971-2000, la température annuelle moyenne est de 11,7 °C, avec une amplitude thermique annuelle de 12,9 °C. Le cumul annuel moyen de précipitations est de 808 mm, avec 12,3 jours de précipitations en janvier et 6,1 jours en juillet. Pour la période 1991-2020, la température moyenne annuelle observée sur la station météorologique la plus proche, située sur la commune de Saint-Jacut-les-Pins à 14 km à vol d'oiseau, est de 12,4 °C et le cumul annuel moyen de précipitations est de 947,8 mm,. Pour l'avenir, les paramètres climatiques de la commune estimés pour 2050 selon différents scénarios d'émission de gaz à effet de serre sont consultables sur un site dédié publié par Météo-France en novembre 2022.

## Urbanisme

### Typologie
Au 1er janvier 2024, Sixt-sur-Aff est catégorisée commune rurale à habitat dispersé, selon la nouvelle grille communale de densité à sept niveaux définie par l'Insee en 2022.
Elle est située hors unité urbaine. Par ailleurs la commune fait partie de l'aire d'attraction de Redon, dont elle est une commune de la couronne,. Cette aire, qui regroupe 22 communes, est catégorisée dans les aires de moins de 50 000 habitants,.

### Occupation des sols
L'occupation des sols de la commune, telle qu'elle ressort de la base de données européenne d'occupation biophysique des sols Corine Land Cover (CLC), est marquée par l'importance des territoires agricoles (80,9 % en 2018), en diminution par rapport à 1990 (82,1 %). La répartition détaillée en 2018 est la suivante : 
terres arables (43,8 %), zones agricoles hétérogènes (26,8 %), forêts (14,2 %), prairies (10,3 %), zones urbanisées (3,5 %), milieux à végétation arbustive et/ou herbacée (1,4 %). L'évolution de l'occupation des sols de la commune et de ses infrastructures peut être observée sur les différentes représentations cartographiques du territoire : la carte de Cassini (XVIIIe siècle), la carte d'état-major (1820-1866) et les cartes ou photos aériennes de l'IGN pour la période actuelle (1950 à aujourd'hui).

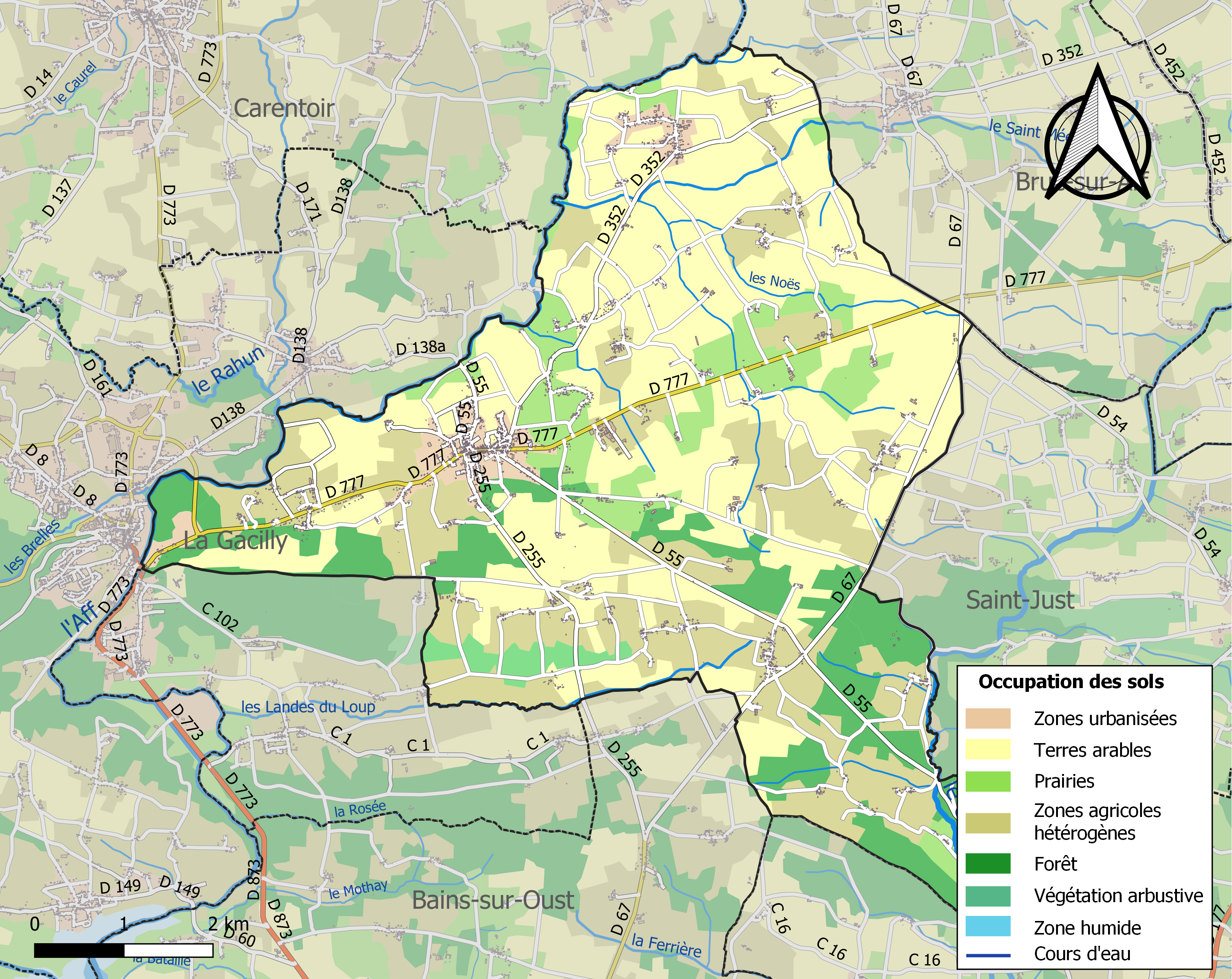
Carte des infrastructures et de l'occupation des sols de la commune en 2018 (CLC).

## Communes limitrophes
Sixt-sur-Aff est limitrophe des communes suivantes :

## Toponymie

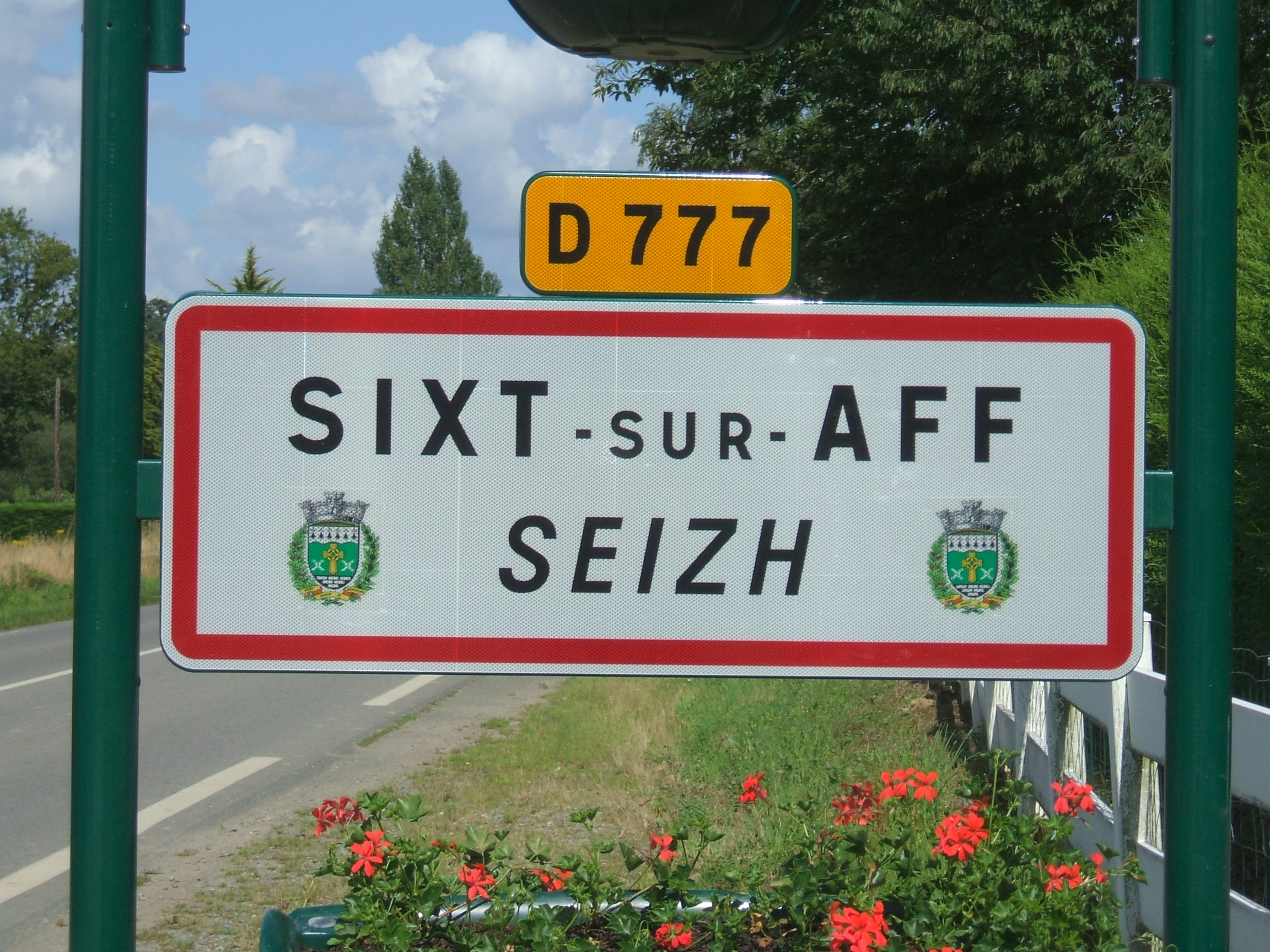
Panneau bilingue français/breton

Le nom de la commune est attesté sous les formes Siz en 834 et 1330, Sitz en 1427.
Sixt-sur-Aff vient, semble-t-il, du latin sex (six) pour désigner l'emplacement de la sixième borne milliaire d'une voie romaine, vraisemblablement celle de Rennes à Rieux,. Sixt-sur-Aff est situé sur la sixième Borne leugaire de la voie gallo-romaine.
Sixt-sur-Aff possède un nom en gallo, Si. En breton, la commune se nomme Seizh.

## Histoire

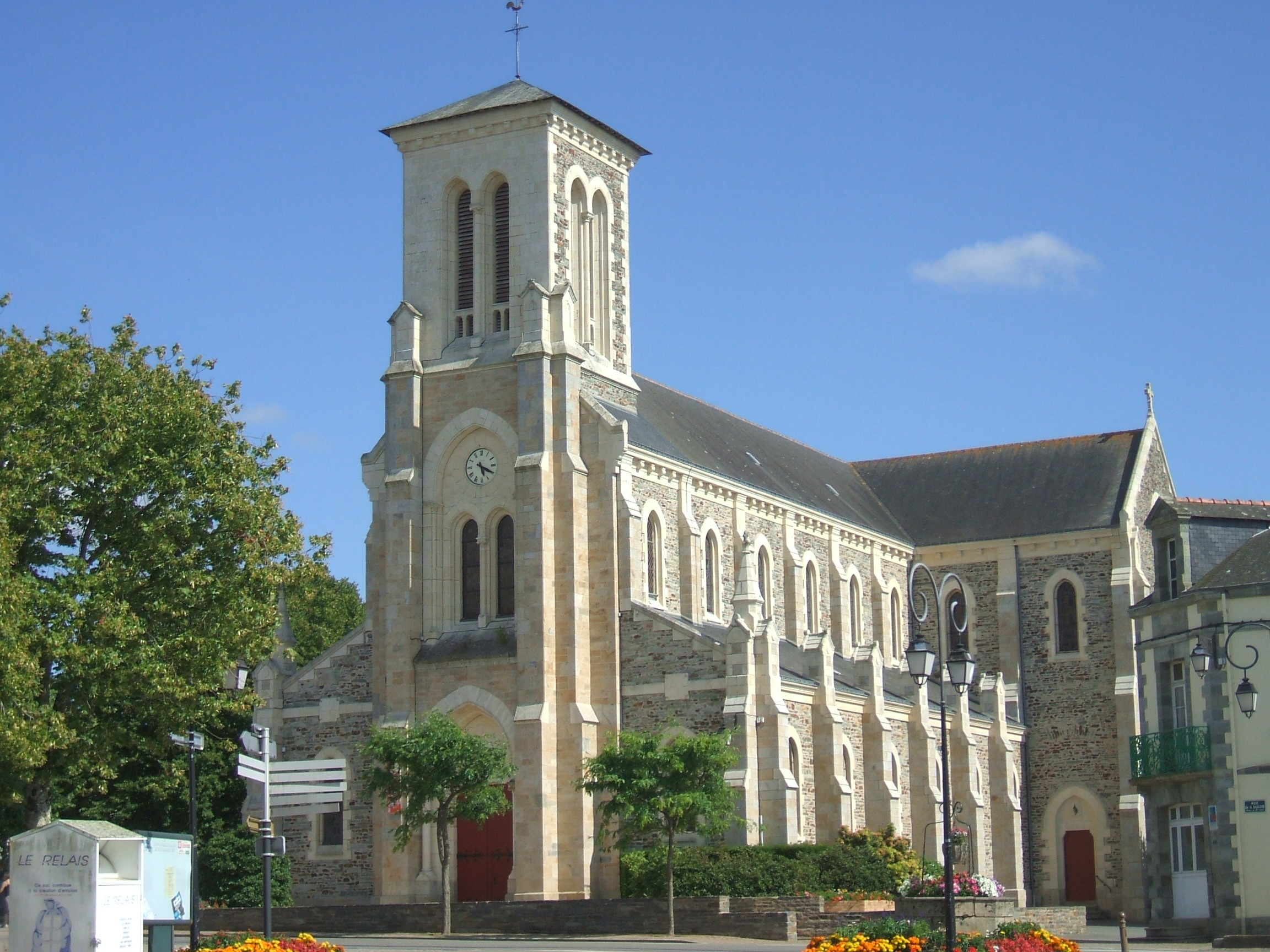
Église de Sixt-sur-Aff.

La population de la commune est favorable aux changements apportés par la Révolution française, surtout après la fin de la Terreur. La principale fête révolutionnaire est celle célébrant l'anniversaire de l'exécution de Louis XVI, accompagnée d'un serment de haine à la royauté et à l'anarchie, fêtée à partir de 1795.

## Politique et administration

### Rattachements administratifs et électoraux
Sixt-sur-Aff appartient à l'arrondissement et au canton de Redon depuis le redécoupage cantonal de 2014. Avant cette date, la commune était rattachée au canton de Pipriac.
Pour l'élection des députés, la commune fait partie (de 1958 à 1986 et depuis 1988) de la quatrième circonscription d'Ille-et-Vilaine, représentée depuis juin 2022 par Mathilde Hignet (NFP -LFI ). Sous la IIIe République, elle appartenait à la circonscription de Redon.

### Intercommunalité
Le 1er janvier 2014, Sixt-sur-Aff intègre la communauté de communes du Pays de Redon devenue Redon Agglomération. De 1992 à 2014, elle faisait partie de Pipriac communauté (anciennement communauté de communes du canton de Pipriac).

### Administration municipale
Le nombre d'habitants au dernier recensement étant compris entre 1 500 et 2 499, le nombre de membres du conseil municipal est de 19.

## Démographie
L'évolution du nombre d'habitants est connue à travers les recensements de la population effectués dans la commune depuis 1793. Pour les communes de moins de 10 000 habitants, une enquête de recensement portant sur toute la population est réalisée tous les cinq ans, les populations de référence des années intermédiaires étant quant à elles estimées par interpolation ou extrapolation. Pour la commune, le premier recensement exhaustif entrant dans le cadre du nouveau dispositif a été réalisé en 2008.
En 2022, la commune comptait 2 222 habitants, en évolution de +5,16 % par rapport à 2016 (Ille-et-Vilaine : +5,46 %, France hors Mayotte : +2,11 %).
| 1793  | 1800  | 1806  | 1821  | 1831  | 1836  | 1841  | 1846  | 1851  |
| ----- | ----- | ----- | ----- | ----- | ----- | ----- | ----- | ----- |
| 1 776 | 1 769 | 1 757 | 1 836 | 1 951 | 1 883 | 1 882 | 1 854 | 1 940 |

| 1856  | 1861  | 1866  | 1872  | 1876  | 1881  | 1886  | 1891  | 1896  |
| ----- | ----- | ----- | ----- | ----- | ----- | ----- | ----- | ----- |
| 1 885 | 1 942 | 2 007 | 2 116 | 2 141 | 2 266 | 2 309 | 2 370 | 2 417 |

| 1901  | 1906  | 1911  | 1921  | 1926  | 1931  | 1936  | 1946  | 1954  |
| ----- | ----- | ----- | ----- | ----- | ----- | ----- | ----- | ----- |
| 2 456 | 2 530 | 2 502 | 2 241 | 2 221 | 2 167 | 2 112 | 1 987 | 1 944 |

| 1962  | 1968  | 1975  | 1982  | 1990  | 1999  | 2006  | 2008  | 2013  |
| ----- | ----- | ----- | ----- | ----- | ----- | ----- | ----- | ----- |
| 1 838 | 1 722 | 1 713 | 1 848 | 1 885 | 1 915 | 2 050 | 2 088 | 2 105 |

| 2018  | 2022  | - | - | - | - | - | - | - |
| ----- | ----- | - | - | - | - | - | - | - |
| 2 144 | 2 222 | - | - | - | - | - | - | - |

### Héraldique
| Blason | Blasonnement : De sinople à la croix celtique d'or, accostée de deux fers de moulin abaissés d'argent, à la terrasse de sable à six pavés d'argent posés en 3, 2, 1 au chef ondé d'argent à six mouchetures d'hermine de sable. |

## Lieux et monuments
- Église de Sixt-sur-Aff.

## Personnalités liées à la commune
- Famille Huchet
- Yannick Texier, sénateur d'Ille-et-Vilaine du 29 août 2003 au 30 septembre 2008 et maire de la commune de 1995 à 2008
- Alphonse de Callac, sénateur d'Ille-et-Vilaine  du  5 janvier 1888 au 11 avril 1893, Maire et conseiller général.
- Léonie Luiggi Jarnier (1895-1974), Marie-Ange Fontaine Jarnier (1903-1989) et leur père Félix Jarnier (1902-1965), Justes parmi les nations.

## Galerie photos

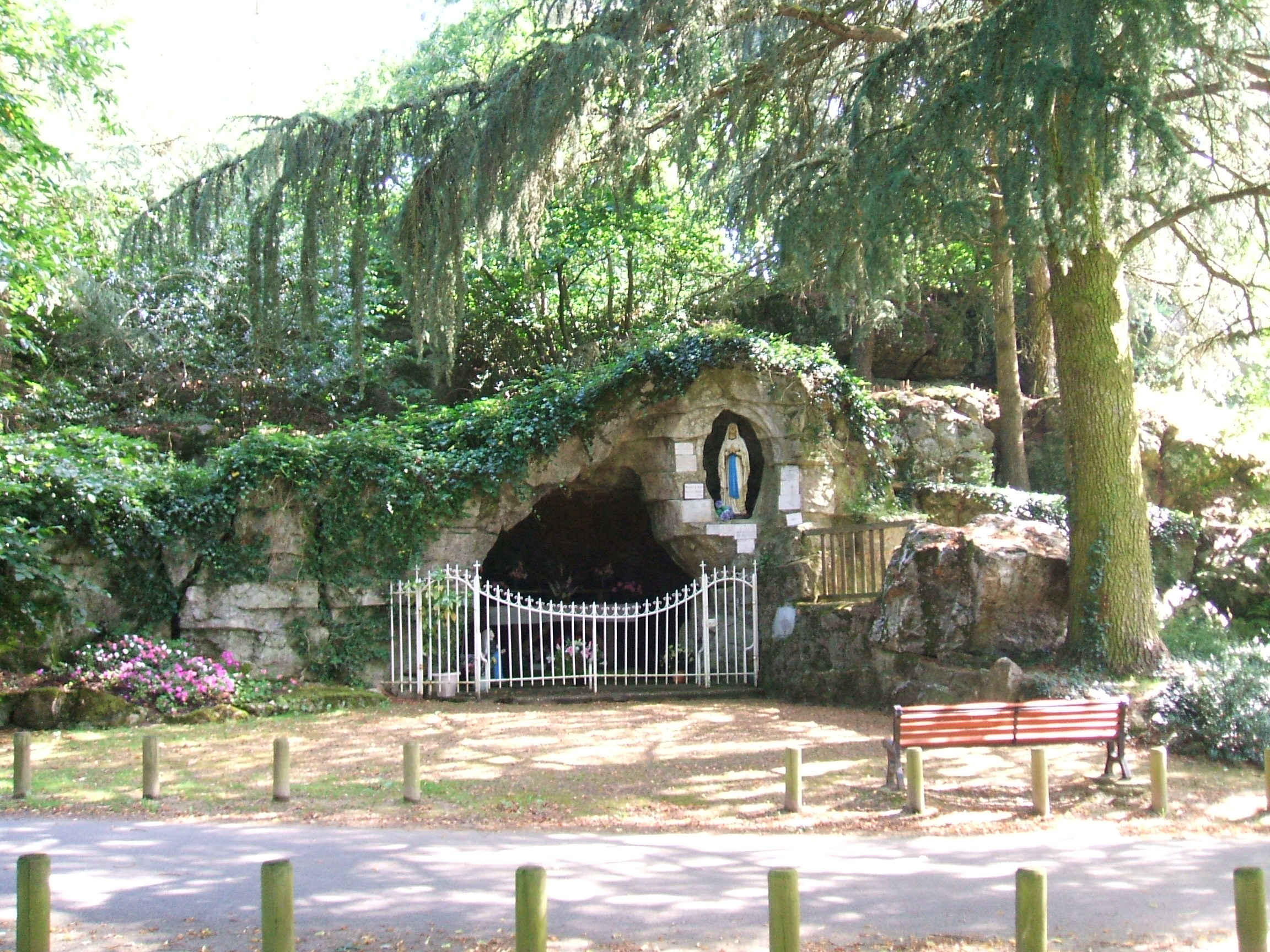
Grotte ND de Lourdes
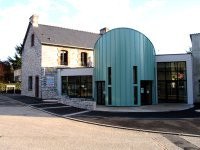
Médiathèque
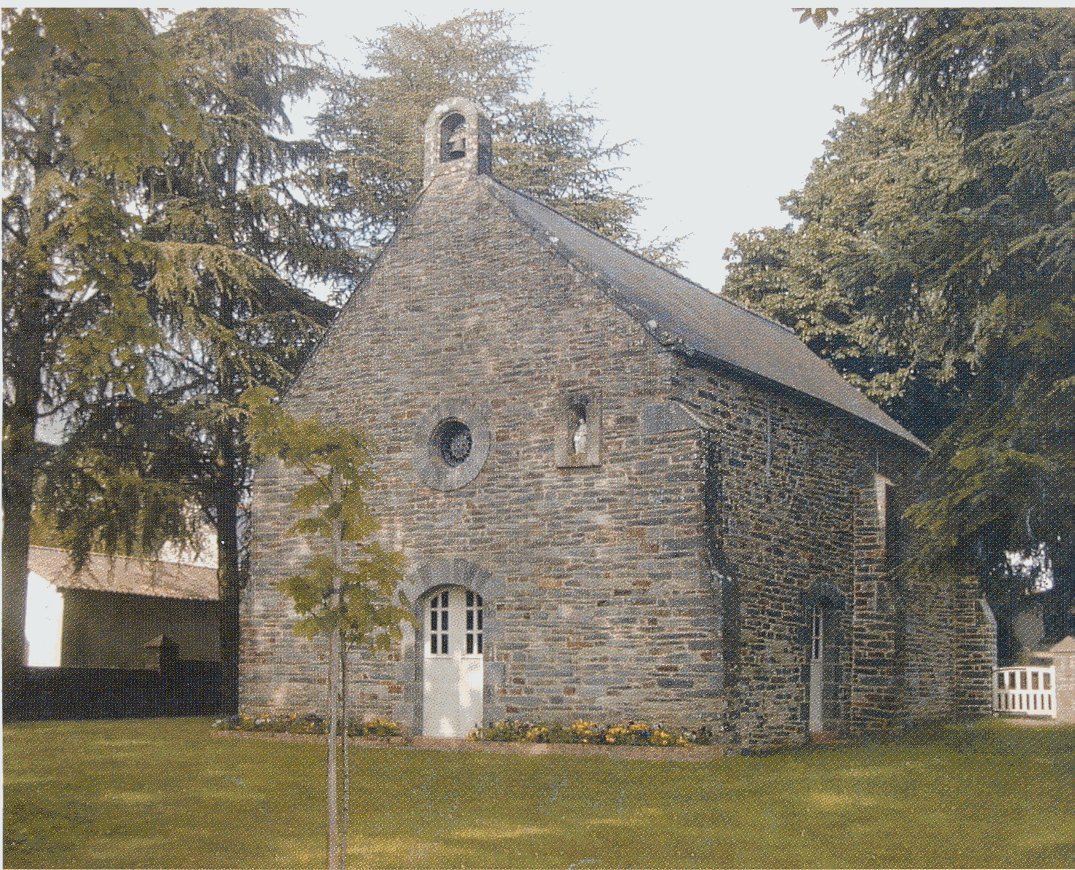
Chapelle de Noyal
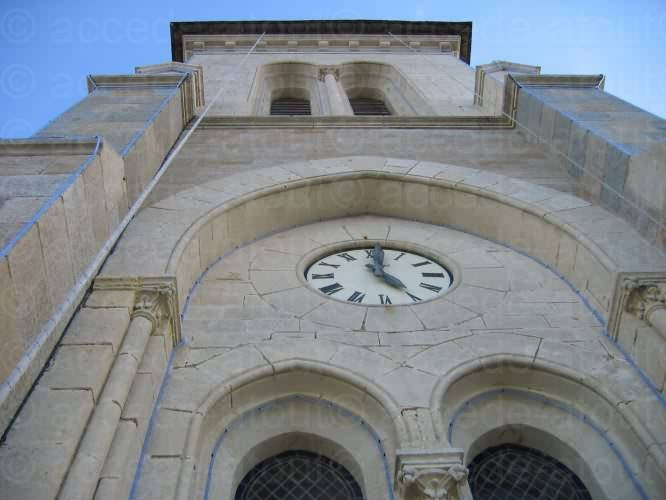
Clocher église
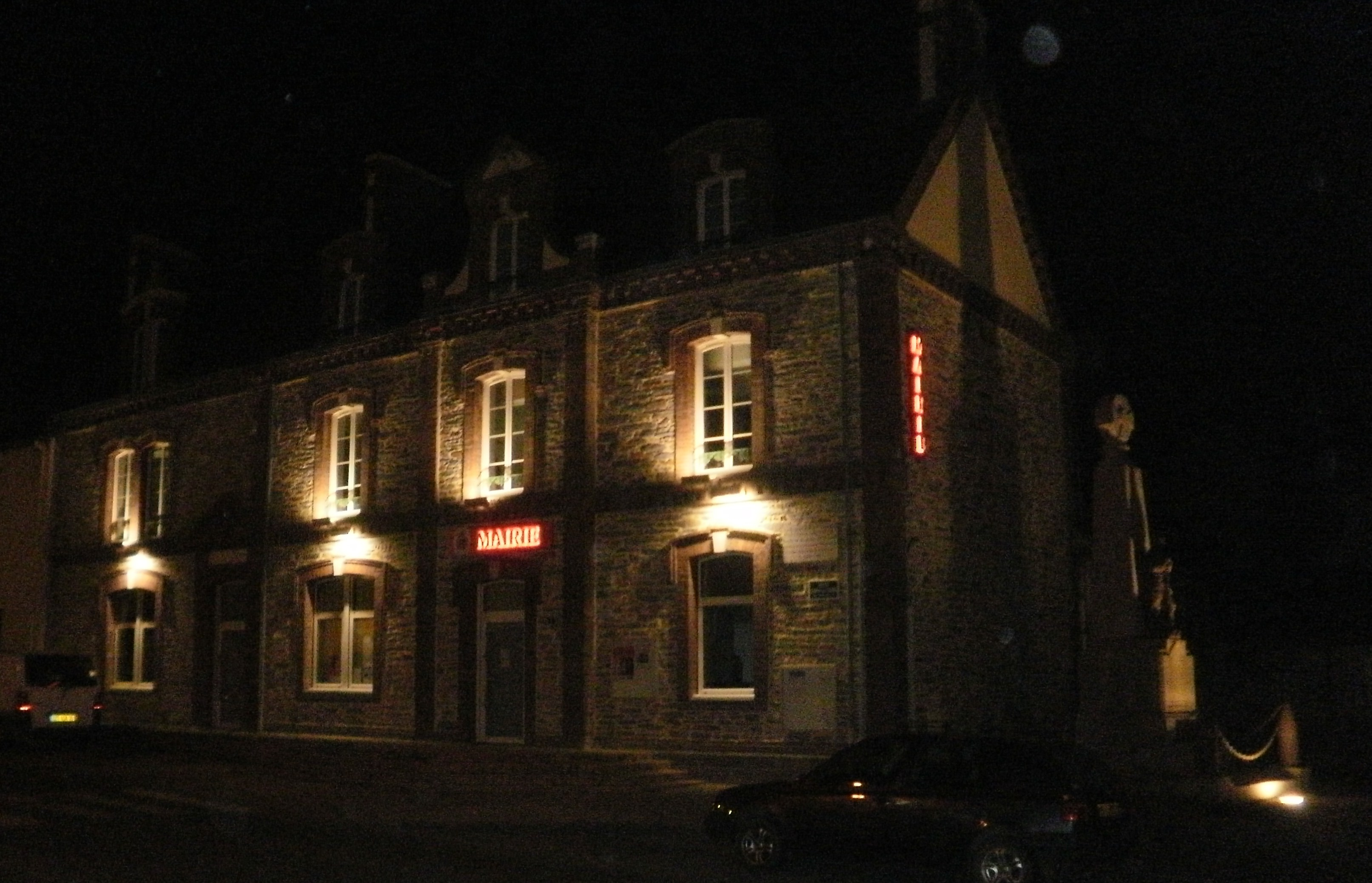
Hôtel de ville